# Mother, May I Sleep with Danger?
Mother, May I Sleep with Danger? is een televisiefilm uit 1996 onder regie van Jorge Montesi.
Aan het begin van de opnamen, werd Tori Spelling gebeten door een schubdier. In enkele scènes van de film zijn de wonden die ze daaraan opliep duidelijk zichtbaar.

## Verhaal
Aan het begin krijgt Erin ruzie met haar vriendje over haar affecties voor de populaire Kevin Shane. Hij slaat haar uiteindelijk tot haar dood.
Hierna richt de film zich op Laurel Lewisohn, die door haar coach uit het atletiekteam wordt gezet door haar eetstoornis. Ze geeft haar moeder de schuld. Nadat ze het bijleggen, vertelt ze haar een nieuw vriendje te hebben. Als ze hem voorstelt aan haar moeder, blijkt dit de moordenaar van Erin te zijn. Hij stelt zich voor als Kevin Shane. Als haar moeder vertelt bevriend te zijn met dokter Zola, reageert hij angstig.
De volgende dag vraagt Kevin naar haar vader. Ze vertelt dat hij twee jaar na de scheiding van haar moeder is overleden. Nadat ze elkaar voor een enkele tijd kennen, begint hij erg aanhankelijk te doen en vertelt hij al een toekomst gepland te hebben. Laurel zegt dat hun relatie te snel voor haar gaat, waardoor hij boos vertrekt.
Als hij bloemen naar haar stuurt, besluit ze hem op te zoeken en leggen ze het bij en hebben ze seks. De volgende dag vraagt hij of ze in een blondine wil veranderen. Ze vertelt hem dat haar moeder het nooit goed zou keuren, waarna Kevin haar moeder afkraakt. Ze besluit het toch te doen en heeft uiteindelijk hetzelfde kapsel als Erin had.
Als ze op een feest omgaat met een andere jongen, takelt een jaloerze Kevin diens motor toe. Als de echte Kevin Shane terugkeert van Alaska, meldt hij zich op dezelfde universiteit aan als het vriendje van Laurel. Als de directrice er naar vraagt, redt hij zich eruit.
Laurel vertelt aan haar moeder naar Guatemala te gaan in haar volgende jaar, terwijl ze altijd had voorgenomen naar China te gaan. Haar moeder reageert verrast en gaat naar haar oude vriend dokter Zola om hem te vragen haar vriendje na te gaan.
Ondertussen zoekt Kevin de echte Kevin Shane op, die hem identificeert als Billy Jones. Als Kevin is douchen en vraagt naar Erin, wordt Billy boos en slaat hem tot zijn dood. Op hetzelfde moment vraagt Jessica wat Laurel werkelijk weet van haar vriendje. Ze zegt dat ze weet dat hij liegt over zijn achtergrond.
Terwijl Billy Kevins lichaam in het water dumpt, belt hij Laurel en ze vertellen elkaar dat ze van elkaar houden. Hij brengt haar later mee naar zijn afgelegen en rustige huis in de bossen. Ze blijven er een aantal dagen zonder telefoon. Jessica confronteert Billy en dreigt hem de waarheid aan Laurel te zeggen over zijn achtergrond.
Als Billy weer bij Laurel is, vertelt hij haar dat haar moeder aan hem heeft gezegd over haar eetstoornis. Laurel ziet haar moeder nu als een vijand, wat Billy enkel versterkt. De volgende dag ziet hij Laurel met Jackson, een vriend, wat hem opnieuw jaloers maakt. Ondertussen ontdekt ze dat Billy gelogen heeft over veel dingen. Als ze achter bij haar vriend op de motor scooter stapt, rent Billy achter ze aan, maar hij haalt ze niet in.
Jessica vindt een foto van Erin bij het station en ziet de foto later opnieuw bij het politiebureau op de muur van vermiste mensen. Als een detective haar een fax stuurt met de gegevens van Kevin Shane, ziet ze de foto van de echte Kevin Shane en ontdekt ze dat Kevin Shane dus niet is wie hij beweert dat hij is.
Ondertussen besluit Laurel Billy te verlaten, wat hij niet goed opvat. Ze duwt hem en vlucht naar haar auto om vervolgens snel weg te rijden. Ze gaat naar een feest met Jackson. Billy zit dit en bedreigt Jackson als hij naar de wc is. Vervolgens takelt hij hem toe. Als hij naar buiten gaat om met Laurel te praten, krijgt hij ruzie met een groep vrienden en belandt hij in een gevecht. Laurel wordt bang en rent weg.
Laurel gaat de volgende dag naar het huis in de bossen. Billy arriveert hier ook en probeert vrienden met haar te blijven. Ze drinken samen, maar hij heeft wat in haar drinken gedaan, waardoor ze buiten bewustzijn raakt. Ondertussen ontdekt Jessica dat zijn echte naam Billy Jones is en dat hij een seriemoordenaar is.
Ze vertrekt naar de bungalow in de bossen, terwijl Laurel ondertussen bijkomt. Ze probeert weg te gaan, maar hij staat dit niet toe. Ze doet alsof ze nog van hem houdt en laat hem seks met haar hebben. Als hij slaapt, probeert ze te vluchten. Hij wordt echter wakker en volgt haar. Ze stapt in de auto, maar die doet het niet. Ze rent terug naar binnen en sluit zichzelf op van haar inmiddels doorgedraaide vriendje.
Hij slaat de deur in met een bijl, terwijl Jessica ondertussen ook arriveert bij haar bungalow. Laurel rent de bossen in, terwijl Billy haar moeder opmerkt. Hij slaat haar bewusteloos en rent vervolgens achter Laurel aan. Ze probeert te vluchten in een kano, maar hij zwemt haar achterna en duwt haar uit de kano. Ze zwemt naar het land, waar ze herenigt wordt met haar moeder.
Billy is inmiddels ook op het land en Jessica confronteert hem met de moord op Erin. Laurel slaat hem in het water met een peddel, waar hij niet meer boven water komt.
In de laatste scène zegt een studente met hetzelfde kapsel als Erin en Laurel een afspraakje te hebben met Preston. Dit blijkt Billy te zijn.

## Rolverdeling
| Acteur           | Personage                 |
| ---------------- | ------------------------- |
| Tori Spelling    | Laurel Lewisohn           |
| Ivan Sergei      | Billy Jones (Kevin Shane) |
| Lisa Banes       | Jessica Lewisohn          |
| Lochlyn Munro    | Kevin Shane               |
| Bryn Erin        | Erin Meadows              |
| Suzy Joachim     | Detective Sandy Unger     |
| Todd Caldecott   | Jackson                   |
| Teryl Rothery    | Atletiekcoach             |
| Gabrielle Miller |                           |